# Alcaeorrhynchus grandis
Alcaeorrhynchus grandis är en insektsart som först beskrevs av William Sweetland Dallas 1851.  Alcaeorrhynchus grandis ingår i släktet Alcaeorrhynchus och familjen bärfisar. Inga underarter finns listade i Catalogue of Life.

## Bildgalleri

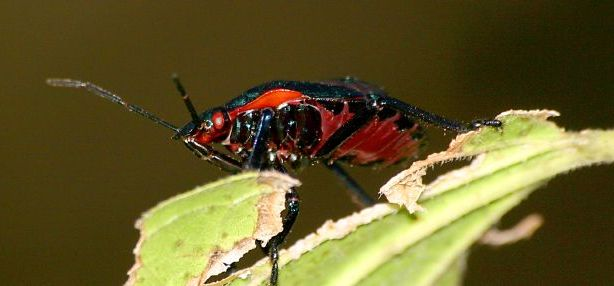